# Ottsjön, Krokoms kommun
Ottsjön är en ort i Krokoms kommun. Den ligger invid sjön med samma namn. Mellan 2015 och 2020 avgränsade SCB här en småort.
Byn grundades 1734 av dragonerna Pål Persson Bång från Sikås och Hans Sijk från Solberg, båda dessa byar i Hammerdals socken. Byn tillhörde först Hammerdal men överfördes 1750 till Föllinge socken. Laga skifte genomfördes 1833-35. Telefon tillkom 1893, post 1901 och 1904 landsväg. 1924 hade byn 255 invånare, vilket står att läsa på den minnessten som då restes invid skolan. 1932 upptäcktes Föllingemeteoriten nära sjön.
I sjön kan man fånga öring, harr, abborre, sik, lake, gädda, mört och någon enstaka röding.
Nära Ottsjön ligger naturreservatet Väster-Ottsjön. 